# 古里村 (東京都)
古里村（こりむら）は東京都の西部、西多摩郡に属していた村。

## 地理
現在の奥多摩町の東部に位置する。
- 山岳：川苔山、本仁田山
- 河川：多摩川、大丹波川

## 歴史

### 村域の変遷
- 1889年（明治22年）4月1日 - 町村制施行により、小丹波村、大丹波村、梅沢村、川井村、丹三郎村、棚沢村、白丸村が合併し神奈川県西多摩郡古里村が成立する。
- 1893年（明治26年）4月1日 - 西多摩郡が南多摩郡、北多摩郡とともに東京府へ編入する。
- 1943年（昭和18年）7月1日 - 東京都制施行。
- 1955年（昭和30年）4月1日 - 古里村は氷川町、小河内村と合併し奥多摩町が発足。古里村は消滅。

変遷表
| 1868年 以前 | 1868年 以前 | 明治8年  | 明治22年 4月1日 | 昭和30年 4月1日 | 現在     |
| ----------- | ----------- | -------- | --------------- | --------------- | -------- |
|             | 大丹波村    | 大丹波村 | 古里村          | 奥多摩町        | 奥多摩町 |
|             | 川井村      |          | 古里村          | 奥多摩町        | 奥多摩町 |
|             | 竜寿寺村    | 梅沢村   | 古里村          | 奥多摩町        | 奥多摩町 |
|             | 丹三郎村    |          | 古里村          | 奥多摩町        | 奥多摩町 |
|             | 小丹波村    |          | 古里村          | 奥多摩町        | 奥多摩町 |
|             | 棚沢村      |          | 古里村          | 奥多摩町        | 奥多摩町 |
|             | 白丸村      |          | 古里村          | 奥多摩町        | 奥多摩町 |

## 大字
- 大丹波（おおたば）
- 川井（かわい）
- 梅沢（うめざわ）
- 丹三郎（たんざぶろう）
- 小丹波（こたば）
- 棚沢（たなさわ）
- 白丸（しろまる）

## 人口
総数 [単位： 人]
| 1913年（大正 2年） | 3,303 |
| 1940年（昭和15年） | 3,514 |

## 交通

### 鉄道
- 日本国有鉄道（ → 東日本旅客鉄道）
  - ■青梅線
    - 川井駅 - 古里駅 - 鳩ノ巣駅 - 白丸駅